# František Kadeřávek
František Kadeřávek (26. června 1885 Praha – 9. února 1961 Praha) byl český matematik a pedagog.

## Život
Po maturitě na reálce v Ječné ulici v Praze, v roce 1902, zahájil František Kadeřávek studia na strojním odboru České vysoké škole technické v Praze. Rozsah učiva probíraného na technice neuspokojoval zcela Kadeřávkovy požadavky, a tak se ještě mimo to věnoval podrobněji matematice, stereotomii, elektrodynamice a jiným předmětům. V letech 1905–1907 byl posluchačem i Filozofické fakulty Karlo-Ferdinandovy univerzity, kde studoval odborné matematické předměty u profesora K. Petra a profesora Jana Sobotky. V roce 1908 dosáhl aprobace pro vyučování matematiky a deskriptivní geometrie na středních školách (krátce učil na gymnáziu v Ječné). V té době již dva roky působil jako asistent deskriptivní geometrie u profesora K. Pelze na české technice v Praze. V roce 1910 byl František Kadeřávek promován doktorem technických věd a o dva roky později (1912) se na technice habilitoval pro obor syntetické geometrie. Uznáním jeho práce byl návrh na místo mimořádného profesora deskriptivní geometrie na České vysoké škole technické v Praze, kterým byl jmenován v roce 1917. V roce 1920 byl pak jmenován řádným profesorem.
Po rezignaci Antonína Engela dne 26. května 1945 byl zvolen rektorem ČVUT, ale dne 3. srpna 1945 pro nemoc odstoupil. Mimo techniku František Kadeřávek ještě přednášel na Akademii výtvarných umění v Praze.

## Dílo
František Kadeřávek byl jedním z několika významných českých geometrů na přelomu 19. a 20. století. Jeho práce se zabývají projektivní geometrií kuželoseček a kvadrik, geometrickými příbuznostmi, zborcenými plochami, křivkami a plochami součtovými, teorií osvětlování a dalšími oblastmi deskriptivní geometrie. V roce 1929–1930 vydal společně s J. Klímou a J. Kounovským dvoudílnou učebnici Deskriptivní geometrie. Mimo to je František Kadeřávek autorem knih Perspektiva, příručka pro architekty, malíře a přátele umění (1922), Relief, příručka pro sochaře a architekty (1925) a Geometrie a umění v dobách minulých (1935). František Kadeřávek se věnoval i historické práci, zajímal se zejména o historii pražské techniky. Práce z této oblasti už však nedokončil.